# كويادو ديل ميرون
بلدية كويادو ديل ميرون (بالإسبانية: Collado del Mirón) هي بلدية تقع في مقاطعة آبلة التابعة لمنطقة قشتالة وليون وسط إسبانيا.

## الديموغرافيا
يبلغ عدد سكان بلدية كويادو ديل ميرون 45 نسمة عام 2011 (وفقاً للمعهد الوطني للإحصاء الإسباني).
| 97 | 86 | 77 | 58 | 55 | 44 | 45 |